# Hilde Vandermeeren
Hilde Vandermeeren (Waregem, 25 september 1970) is een Vlaamse auteur van kinder- en jeugdboeken en psychologische thrillers. Sinds 2001 publiceerde ze 45 kinder- en jeugdboeken, waarvan diverse werden vertaald in onder andere het Deens, Duits, Koreaans, Chinees, Frans en Spaans. Ze won diverse literaire prijzen, waaronder een Zilveren Griffel, twee Vlag en Wimpels, een Boekenwelp, een White Raven, brons en zilver in de Prijs Letterkunde van de Provincie West-Vlaanderen Kinder- en jeugdliteratuur en de Hercule Poirotprijs.

## Biografie
Vandermeeren studeerde psychologie aan de KU Leuven en geeft les in het volwassenenonderwijs.
In 2013 verscheen Als alles duister wordt bij de Nederlandse uitgeverij Q (Singel Uitgeverijen). Ze won daarmee de Knack Hercule Poirot Publieksprijs 2013. Daarna verschenen haar thrillers De toeschouwers (2014), Stille grond (2015) en Scorpio (2016). Stille grond haalde de shortlist Gouden Strop 2016. De film- en tv-rechten van Stille grond zijn verkocht aan productiemaatschappij Eyeworks Belgium. Haar kort verhaal The Lighthouse verscheen in het dubbelnummer maart/april 2016 van het Amerikaanse Ellery Queen’s Mystery Magazine.
In juni 2017 verscheen de thriller Schemerzone. Ze won daarmee de Knack Hercule Poirotprijs 2017, de prijs voor de beste Vlaamse misdaadroman van het afgelopen jaar. Sinds 2018 is Vandermeeren ambassadrice van vzw Narcolepsie Vlaanderen. Deze zeldzame slaapwaakstoornis komt aan bod in Schemerzone.
In 2018 verscheen Rusteloos bij uitgeverij Van Halewyck, het eerste deel van een trilogie in samenwerking met strafpleiter Walter Damen, gevolgd door Bodemloos (2019) en Meedogenloos (2020). Deze trilogie en haar ander werk maken deel uit van het internationale project DETECt van de KU Leuven, een samenwerking tussen 18 Europese universiteiten, tv-zenders en professionelen uit de creatieve sector.

## Prijzen en nominaties
Volwassenen
- Hercule Poirot Publieksprijs (2013)
- Finalist Derringer Award category Best Short Story (USA, 2017)
- Hercule Poirotprijs 2017 voor Schemerzone

Jeugd
- Woord- en Beeldprijs (Nederland, 2002)
- Derde plaats Kinder- en Jeugdjury Vlaanderen (2004)
- Zilveren Griffel (Nederland, 2005)
- Vlag en Wimpel (Nederland, 2006)
- Derde plaats Kinder- en Jeugdjury Vlaanderen (2006)
- Boekenwelp (2007)
- White Raven (2007)
- Bronzen Ereplaket Prijs Letterkunde Provincie West-Vlaanderen, categorie kinder- en jeugdboek (2009)
- Zilveren Ereplaket Prijs Letterkunde Provincie West-Vlaanderen, categorie kinder- en jeugdboek (2009)
- Vlag en Wimpel (Nederland, 2013)